# CLUEB
CLUEB srl è una casa editrice italiana nata nel 1959 con il nome di Cooperativa Libraria Universitaria Editrice Bologna, con l'intento di favorire la pubblicazione di testi e manuali per l'università e testi di ricerca specialistica. Ha storicamente associato la sua attività alla produzione culturale e scientifica dell'Università di Bologna, per poi rivolgersi all’editoria universitaria intesa nel senso più ampio di aggiornamento e crescita culturale dei professionisti delle diverse discipline.
Nel 2016 la società si trasforma da cooperativa a società a responsabilità limitata. Nel dicembre 2022 si fonde con la consociata Pàtron Editore nella nuova società Casa Editrice prof. Riccardo Pàtron dando così vita a un gruppo editoriale di medie dimensioni, dedicato all’editoria accademica.
La casa editrice ha sede a Palazzo Leoni, in via Marsala 31, a Bologna.

## Storia

### Nascita
La storia di CLUEB ha inizio il 10 giugno 1959, quando nove studenti e un assistente universitario – futuro professor Alberto Caltabiano – si riuniscono presso lo studio del notaio Cesare Alberto Forestieri in piazza Calderini a Bologna, per dare vita a una cooperativa libraria a sostegno degli studenti.
A quel tempo tutte le facoltà universitarie d’Italia stavano modificando i loro piani di studio, aggiungendo svariati corsi minori per i quali non veniva preparato e stampato alcun manuale: l’unico metodo per poter studiare erano gli appunti presi in aula. L’imprenditoria privata allora, in risposta a quel problema propose una soluzione, tuttavia poco conveniente per gli studenti, ossia la vendita di rare dispense a costi elevati. Il rischio di quelle dispense semiclandestine era che il risultato scientifico fosse incerto, e dato che venivano stampate senza la revisione del docente, non era da escludere che vi fossero errori dovuti alle conoscenze inadeguate dello studente che aveva raccolto gli appunti di quel corso.
L’UNURI (Unione nazionale Universitaria Rappresentativa italiana) promosse come valida alternativa, andando incontro alle esigenze degli studenti, la fondazione di cooperative per la produzione di tali materiali, prodotto della collaborazione tra studenti e giovani professori, che questa volta univa la cura tipografica a un riconosciuto valore scientifico. Le cooperative dovevano essere una per ateneo, e riunirsi tutte in un consorzio, il CUNICLE (Consorzio Universitario nazionale italiano Cooperative Librarie Editrici). L’UNURI riuscì inoltre ad ottenere fondi per l’acquisto di macchinari di stampa e per la formazione degli addetti. il CUNICLE stabilì infine i criteri di ripartizione dei fondi governativi, che venivano distribuiti poi dalle Opere Universitarie locali alle diverse cooperative, secondo le esigenze, e promosse programmi editoriali consortili.

### Dai primi decenni agli anni settanta del Novecento
Nei primi decenni furono soprattutto gli studenti a portare avanti la Cooperativa: erano coinvolti attivamente nei processi decisionali con la loro presenza nel Consiglio d’amministrazione e si occupavano concretamente di ogni fase del lavoro, dalla raccolta degli appunti alla preparazione dei libri e alla loro distribuzione. La sede legale di questa nuova impresa venne fissata al numero 25 di via Zamboni, in una piccola stanza al secondo piano di Palazzo Poggi. Molte attività erano però dislocate in altre sedi, tra via Zamboni e via San Vitale, a volte concesse in comodato d’uso gratuito dall’Università e dall’Opera Universitaria. Un momento fondamentale di quegli anni fu l’apertura della libreria di Piazza Verdi.
All’inaugurazione ufficiale parteciparono il Sindaco Giuseppe Dozza e il Rettore Felice Battaglia, che mostrarono così l’appoggio della città e dell’ateneo a questa iniziativa studentesca. La posizione centrale della libreria, proprio nel cuore della vita universitaria, rappresentò un fattore determinante nello stabilire un contatto diretto con gli studenti.
Arriva però il Sessantotto a scompaginare il mondo universitario e si conclude in questo periodo la prima fase della vita di CLUEB. In quegli anni l’UNURI cessò di rappresentare gli studenti, che cominciarono a preferire forme di democrazia diretta, come le assemblee organizzate in tutti gli atenei e le manifestazioni collegate. Il CUNICLE, di conseguenza, non mantenne il suo carattere unitario: “deperì” fino a scomparire, e le diverse cooperative proseguirono ognuna per la propria strada e così fece CLUEB.
Negli anni settanta del Novecento, registrato l’allontanamento degli studenti, CLUEB coinvolse maggiormente nel Consiglio d’amministrazione i ricercatori e docenti che si erano avvicinati alla casa editrice in quegli anni, dimostrando il loro interesse per il progetto. L’attenzione nei confronti degli studenti ovviamente non scemò: continuò a concretizzarsi in proposte editoriali d’alto valore e basso costo. Però da quel momento il loro coinvolgimento nella gestione della Cooperativa fu necessariamente indiretto.

### CLUEB oggi
CLUEB ha un catalogo ricco di quasi tremila titoli in tutte le discipline, con autori che provengono da numerose università italiane. Alla produzione libraria (testi di ricerca, riviste, saggi, manuali didattici e monografie di alto livello scientifico) si affiancano servizi rivolti espressamente agli autori e agli editori accademici. A partire dall'inizio degli anni 2000 ha ampliato le sue attività anche all'editoria digitale e tuttora continua in questa direzione, fornendo epub e pdf, talvolta anche open access.
Superato il periodo di crisi che l’ha investita nel 2013, a seguito della morte dell'amministratore e presidente Luigi Guardigli, nel dicembre 2015 il catalogo e i contratti sono stati rilevati dalla società CLUEB srl, formata da alcuni ex dipendenti e da vari docenti dell'Università di Bologna. Alla fine del 2022 dà vita insieme a Pàtron Editore alla Casa Editrice prof. Riccardo Pàtron, antica denominazione per un’azienda che raccoglie oggi, oltre al marchio Clueb, i marchi Pàtron Editore, Biblioteca Clueb e Archetipo Libri.